# Sauerhof

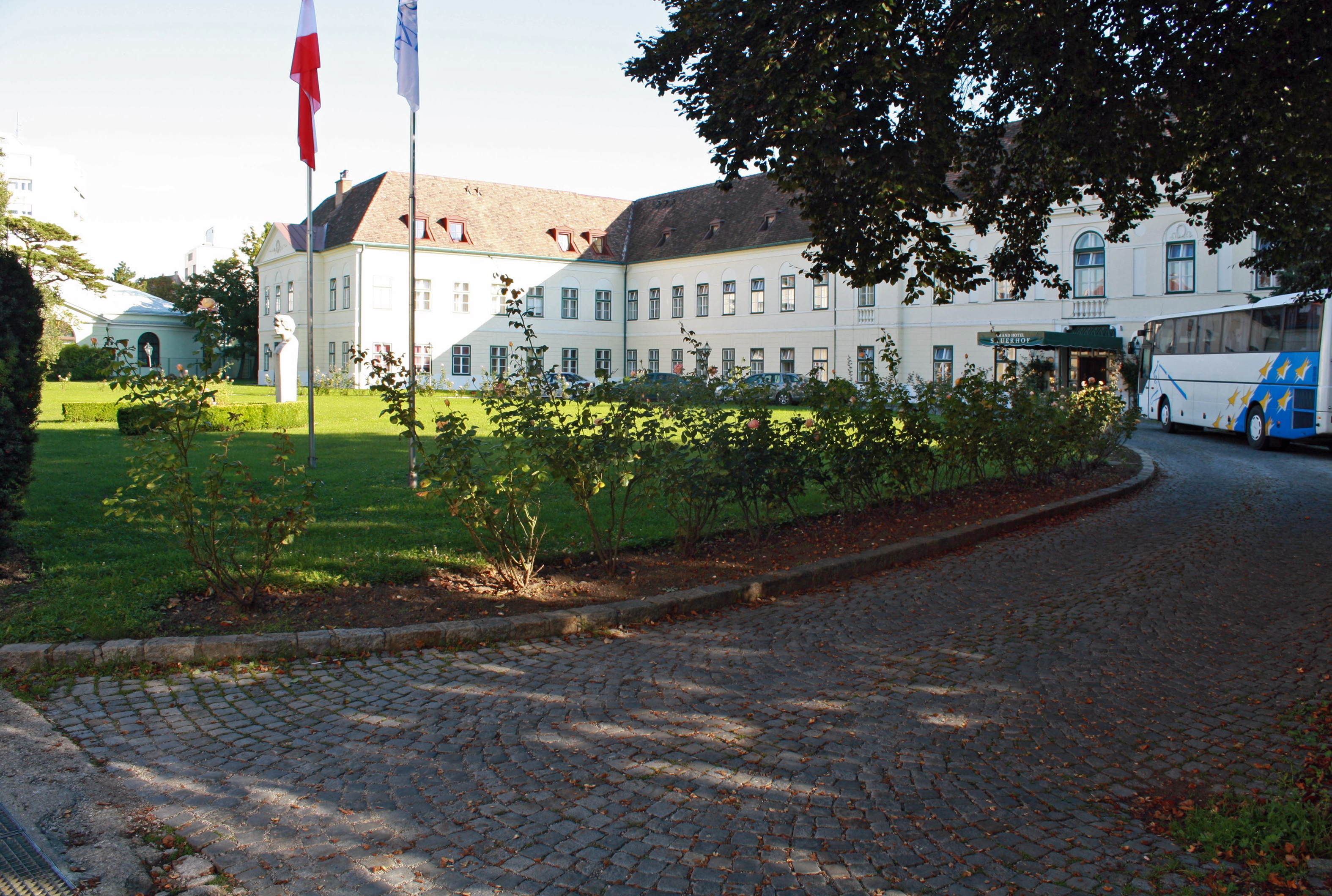
Sauerhof (2010), Portal Weilburgstraße, linker Seitenflügel

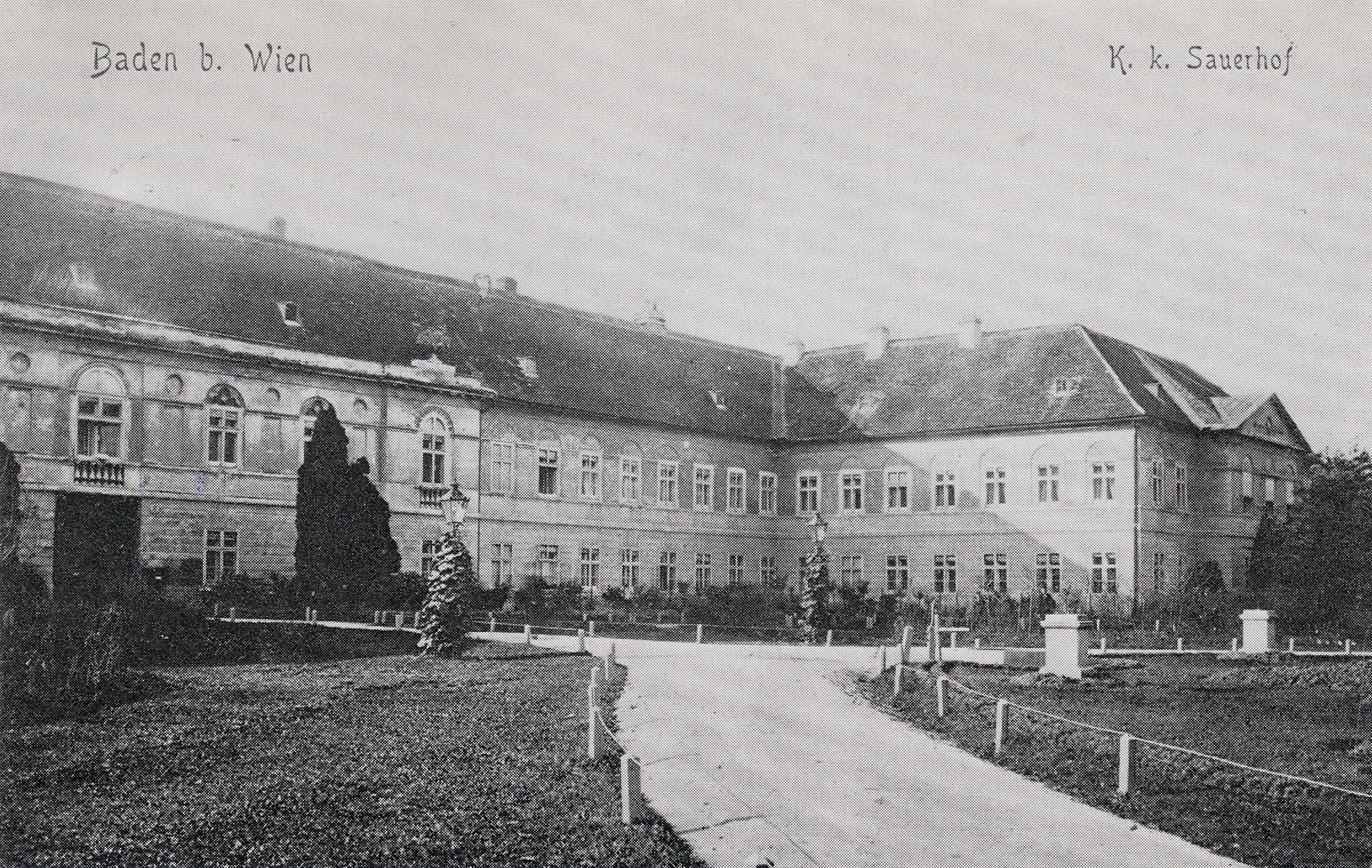
Sauerhof (vor 1919), Portal Weilburgstraße, rechter Seitenflügel: Restaurant

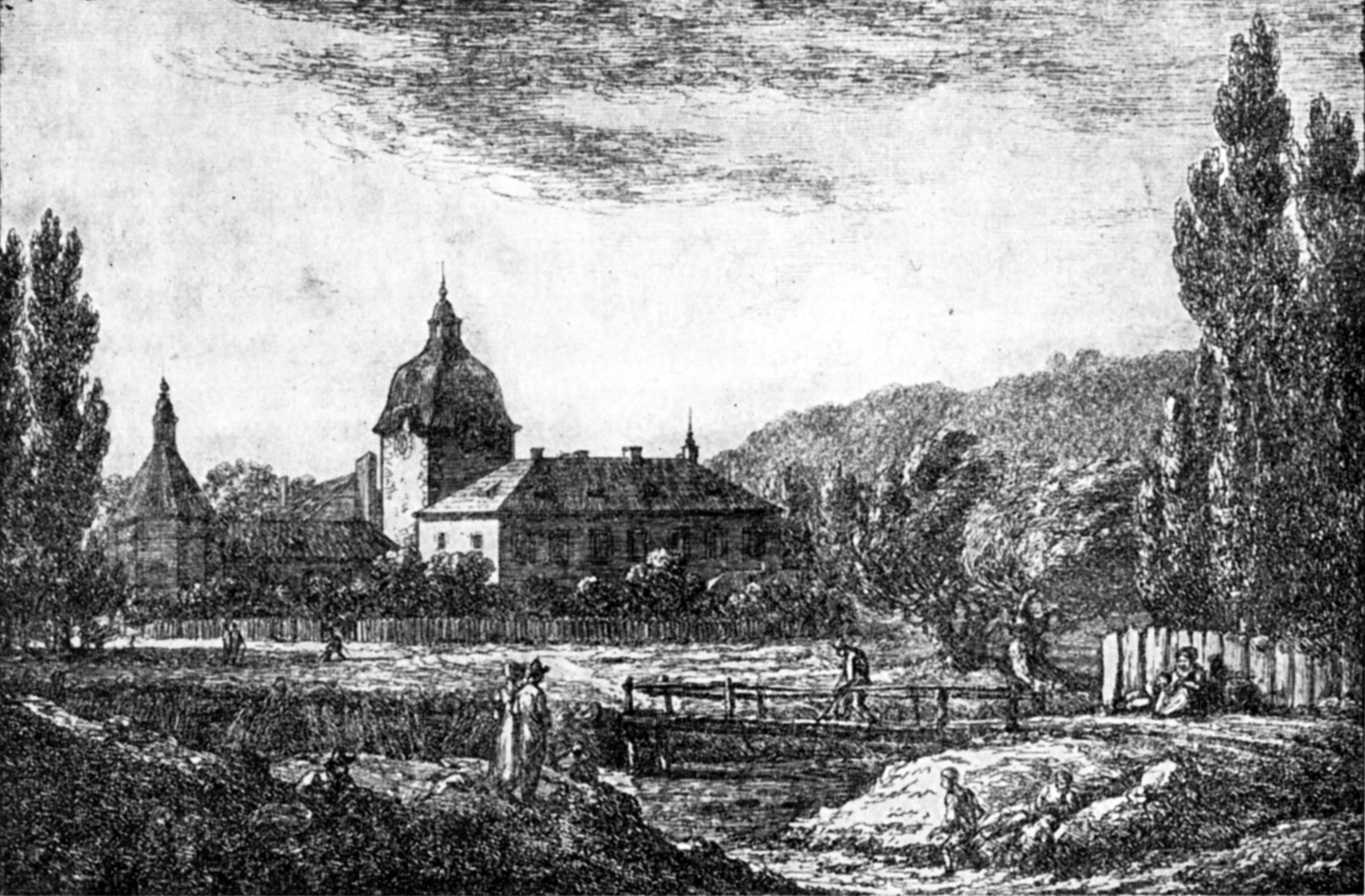
Sauerhof (um 1810)

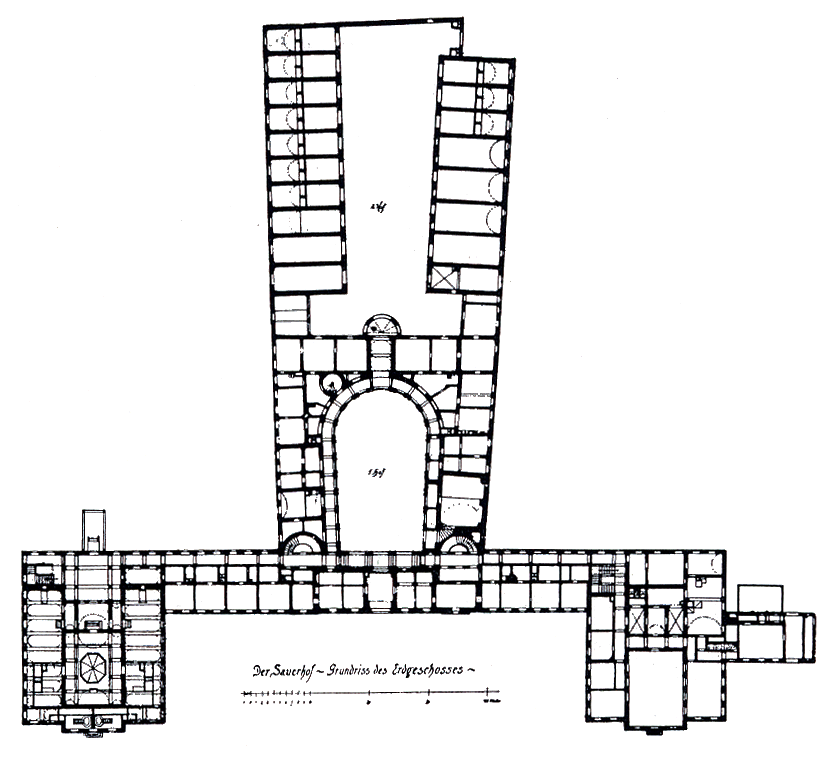
Sauerhof, Grundriss Erdgeschoß (um 1820)

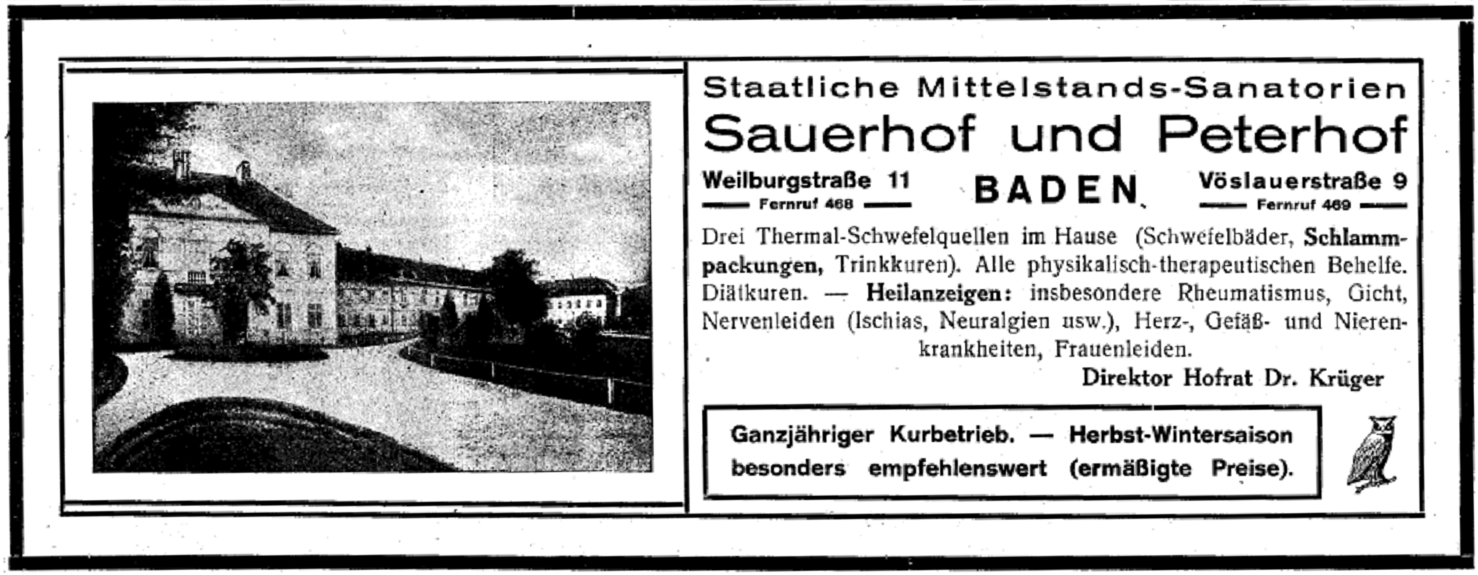
Sauerhof (mit Peterhof) Staatliches Mittelstands-Sanatorium (vor 1926), Front Weilburgstraße; linker Seitenflügel: Bad

Der Sauerhof in Baden bei Wien ist ein ehemaliger Residenzsitz und wurde bis 2014 als Grand Hotel genutzt.

## Geschichte
Das Gebäude wurde bereits im 12. Jahrhundert erstmals urkundlich erwähnt.
1412 wird Hans der Flens als Besitzer des Turmhofes bezeichnet, und 1467 wird Hans Röttinger mit dem Hofe beleht.
Kaiser Maximilian II. kaufte das Anwesen als Residenz für seinen Sohn, den späteren Kaiser Rudolf II. 1583 wurde es an Georg Saurer von Sauerburg, Kämmerer und Oberster Silberkämmerer des Hoch- und Deutschmeisterordens, verkauft. Im Kaufbrief wird das Gebäude [der Sauerhof] auch Mayr- oder Rättingerhof genannt. Im Garten des Hauses befand sich ein kleines aus Holz erbautes Wildbad. Im Jahre 1594 wurde der Hof umgebaut und hieß von da an „Sauerhof“. 
1683 wurde die Residenz im Zuge der Zweite Wiener Türkenbelagerung gänzlich zerstört. Im Jahre 1697 gelang das Gut in den Besitz Bernadin Paselli von Siesberg. Im Jahre 1713 kaufte Salomon Edler von Piazzoni, Hofkammerrat unter Karl VI., das Gut. Nach seinem Tod, 1741, ehelichte die Witwe noch im selben Jahr Carl Hieronymus Holler Edlen von Doblhoff (1697–1760). Nach dem Tode des aus dieser Verbindung hervorgegangenen Anton (I.) von Dobelhoff-Dier (1733–1810) übernahmen dessen Söhne Carl („Charles“) Doblhoff-Dier (1762–1837) sowie Ignaz Doblhoff (1776–1856) die Liegenschaft. 
Der Sauerhof wurde von 1820 bis 1822 von Joseph Kornhäusel für Carl Freiherrn von Doblhoff-Dier als Hotel mit Bad, Restaurant und Kapelle, umgeben von einer englischen Gartenanlage, errichtet.
Unter anderem waren Ludwig van Beethoven, Carl Maria von Weber und Antonio Salieri Gast im Sauerhof, wo man in der „Sauerhof-Traiterie“ zu Mittag aß. Im Jahre 1863 kaufte Erzherzog Albrecht die Baulichkeit und stellte sie dem österreichischen Offizierskorps als Militärkurhaus mit 90 Betten und 12 Appartements zur Verfügung.
Im Ersten Weltkrieg war der Sauerhof ein Lazarett der k.u.k. Armee. Nach Kriegsende wurde der Sauerhof mit dem nahe gelegenen Peterhof zu einem „Mittelstands-Sanatorium“ zusammengeführt.
Nach erneuter Nutzung als Lazarett im Zweiten Weltkrieg, diesmal durch die Wehrmacht, geriet das Haus im Frühjahr 1945 unter sowjetische Besatzung. 1955, nach deren Ende, war der Sauerhof devastiert.
1960 erwarb der Hauptverband der Österreichischen Sozialversicherungsträger (HVB) das gesamte Sauerhofareal mit der Absicht, ein Rheumazentrum mit etwa 300 Betten zu errichten. 1964 schritt man zwar zu einer Grundsteinlegung, der Bau wurde aber nicht begonnen. Um 1968 überließ der HVB das Grundstück der Nö. Gebietskrankenkasse, die ein kleineres Bauprojekt verwirklichen wollte und in diesem Zusammenhang an das zuständige Ministerium einen Antrag auf Demolierung des Sauerhofs stellte, welchem aber weder seitens der Stadtgemeinde noch vom Bundesdenkmalamt zugestimmt wurde. In der Folge sollte eine Studie von Professor Roland Rainer verschiedene Möglichkeiten neuer Zweckbestimmung eröffnen, jedoch gelangte keiner der erarbeiteten Vorschläge zur Ausführung.
Am 23. Juni 1972 entschied die Stadtgemeinde Baden, das Gebäude mit den dazugehörigen 18.900 m² von der Nö. Gebietskrankenkasse zu erwerben. Mitte Dezember selben Jahres wurde das Haus über Vermittlung eines Badener Architekten an Willi und Roswitha Schorn, Eigentümer des Würzburger Reisebüros Klinger, verkauft. Die neuen Inhaber gestalteten ab 1976 den Bau zu einem Hotel um, welches mit 1. Mai 1978 den (Teil-)Betrieb aufnahm und am 1. Februar 1980 als „Grand Hotel Sauerhof“ im Beisein der Bundesminister Hertha Firnberg sowie Josef Staribacher feierlich eröffnet wurde.
1984 ging Familie Schorn „unverschuldet“ in Konkurs und mit ihr der Betrieb. Ein Berater des Sultans von Oman hörte davon und erwarb das Ensemble. Ursprünglich sollte der Sauerhof ein Musikkonservatorium für Studenten aus dem Oman werden. Diese Pläne wurden nie verwirklicht, so dass der Bau weiterhin, unter anderen Besitzern, als Hotel geführt wurde.
Im Februar 2014 wurde über den Hotelbetrieb mangels Auslastung das Konkursverfahren eröffnet und das Hotel geschlossen. Nachdem sich bis November 2014 kein neuer Investor gefunden hatte, wurde das Mobiliar im Dezember 2014 bei einer Online-Auktion versteigert. Im Oktober 2015 wurde der Verkauf an die K.Y.A.T.T. Group bekannt, der Sauerhof sollte saniert und im August 2017 als Fünf-Sterne-Gesundheitshotel wiedereröffnet werden. Doch dazu kam es nicht; die angekündigte Renovierung des Gebäudes blieb aus (Stand August 2024).